# Núria Rafel i Fontanals
Núria Rafel i Fontanals (Barcelona, 13 d'abril de 1954) és una arqueologa catalana. És coneguda per l'estudi de les poblacions protohistòriques de Catalunya, sobretot a la zona de l’Ebre.
Va passar la seva joventut a Barcelona on es va inscriure a la Facultat de Filosofia i Lletres, i es va especialitzar en prehistòria, arqueologia i història antiqua. Va començar la carrera professional el 1976 com a professor de l'Institut de Vilafranca del Penedès. Uns pocs mesos després, l'1 de gener 1977 va ser nomenat professora adjudant a la Universitat de Barcelona.
L'arqueologia de camp va ser el seu terreny predilecte. Ha participat en moltes excavacions i ha estat (co)directora dels treballs en dotze jaciments, de les quals destaquen el recinte fortificat i la necròpolis del poblat ibèric del Coll del Moro (Terra Alta), el poblat del Calvari del Molar, la Mina prehistòrica de La Turquesa a Cornudella de Montsant i la Solana del Bepo a Ulldemolins. El treball al Coll del Moro va ser el tema de la seva tesi doctoral La necròpolis del Coll del Moro, amb la direcció de Miquel Tarradell i Mateu (1920-1995) que va defensar el 1986. L'any segūent va reeixir en les oposicions a professora titular de prehistòria de l'aleshores Estudi General de Lleida (des del 1991 Universitat de Lleida).
Fou cap de la Secció d’Inspecció Tècnica i Programació del Servei d’Arqueologia de la Generalitat de Catalunya (1980-83) i col·laboradora tècnica del Servei d’Arqueologia a Lleida (1983-87). Els anys 2005-2006 fou directora del Museu d’Arqueologia de Catalunya.
Publicacions
Per un inventari de les seves més de cent-trenta articles, llibres i altres publicacions vegeu  «Publicacions Núria Rafel Fontanals (1978-2018)». Revista d'Arqueologia de Ponent, 28, 2018, pàg. 303-309.